# Amel (Vorname)
Amel ist ein je nach Herkunft männlicher oder weiblicher Vorname.

## Herkunft und Bedeutung
Als männlicher Vorname ist Amel bosnischer Herkunft und stellt eine Variante des geschlechtsneutralen arabischen Vornamens Amal (Vorname) أمل, DMG amal ‚Hoffnung, Bestreben‘ dar.
Beim weiblichen Vornamen Amel handelt es sich um eine alternative Transkription des arabisch-maghrebinischen Vornamens آمال, DMG ʾāmāl ‚Hoffnungen, Bestrebungen, Wünsche‘ (arabische Pluralform von amal).

## Verbreitung
In Bosnien und Herzegowina zählte Amel lange zu den beliebtesten Jungennamen. Zuletzt sank seine Beliebtheit. Belegte der Name im Jahr 2009 noch Rang 34 der Hitliste, verließ er im Jahr 2019 die Hitliste der 100 meistgewählten Jungennamen des Landes. Im Jahr 2020 erreichte er mit Rang 98 die letzte Platzierung in dieser Hitliste (Stand 2021).
In Frankreich taucht der Mädchenname Amel seit den 1970er Jahren in den Vornamenscharts auf. Besonders häufig wurde er in den 2000er Jahren gewählt. Als höchste Platzierung erreichte er im Jahr 2005 Rang 127 der Hitliste. Danach sank seine Popularität, sodass er im Jahr 2022 nur noch Rang 480 belegte.

## Varianten
Bei Amela handelt es sich unter anderem um eine weibliche Form des bosnischen Namens Amel.
Bei Amelle handelt es sich um eine gallizisierte Schreibweise des arabischen Namens Amel.

## Bekannte Namensträger

### Männliche Namensträger
- Amel Ćosić (* 1989), luxemburgischer Fußballspieler
- Amel Mujanic (* 2001), schwedischer Fußballspieler
- Amel Rustemoski (* 2000), nordmazedonisch-schweizerischer Fußballspieler
- Amel Tuka (* 1991), bosnischer Leichtathlet

### Weibliche Namensträger
- Amel Bent (* 1985), französische Popsängerin
- Amelle Berrabah (* 1984), britische Sängerin
- Amel Grami (* 1962), tunesische Akademikerin
- Amel Karboul (* 1973), tunesische Politikerin
- Amel Larrieux (* 1973), US-amerikanische Sängerin und Singer-Songwriterin
- Amel Majri (* 1993), französisch-tunesische Fußballspielerin
- Amelle Schwerk (* 1994), deutsche Schauspielerin